# Stenopogon fulvus
Stenopogon fulvus là một loài ruồi trong họ Asilidae. Stenopogon fulvus được Meigen miêu tả năm 1838. Loài này phân bố ở vùng Cổ Bắc giới.